# Жунич, Бошко
Бошко Жунич (серб. Бошко Жунић / Boško Žunić; 12 декабря 1920, Книн — 7 июня 1943, Тьентиште) — югославский хорватский партизан, участник Народно-освободительной войны, Народный герой Югославии.

## Биография
Родился 12 декабря 1920 в Книне. Перед Второй мировой войной сначала работал в Белграде жестянщиком, а потом мясником в Книне. В начале 1942 года вступил в партизанское движение, в ноябре был принят в компартию. Пал в битве на Сутьеске 7 июня 1943 близ Тьентиште, командуя ротой 2-го батальона 2-й далматинской пролетарской ударной бригады. Указом от 23 июля 1952 посмертно награждён орденом и званием Народного героя Югославии.